# Heracleum austriacum
Heracleum austriacum är en flockblommig växtart som beskrevs av Carl von Linné. Heracleum austriacum ingår i släktet lokor, och familjen flockblommiga växter. Inga underarter finns listade i Catalogue of Life.

## Bildgalleri

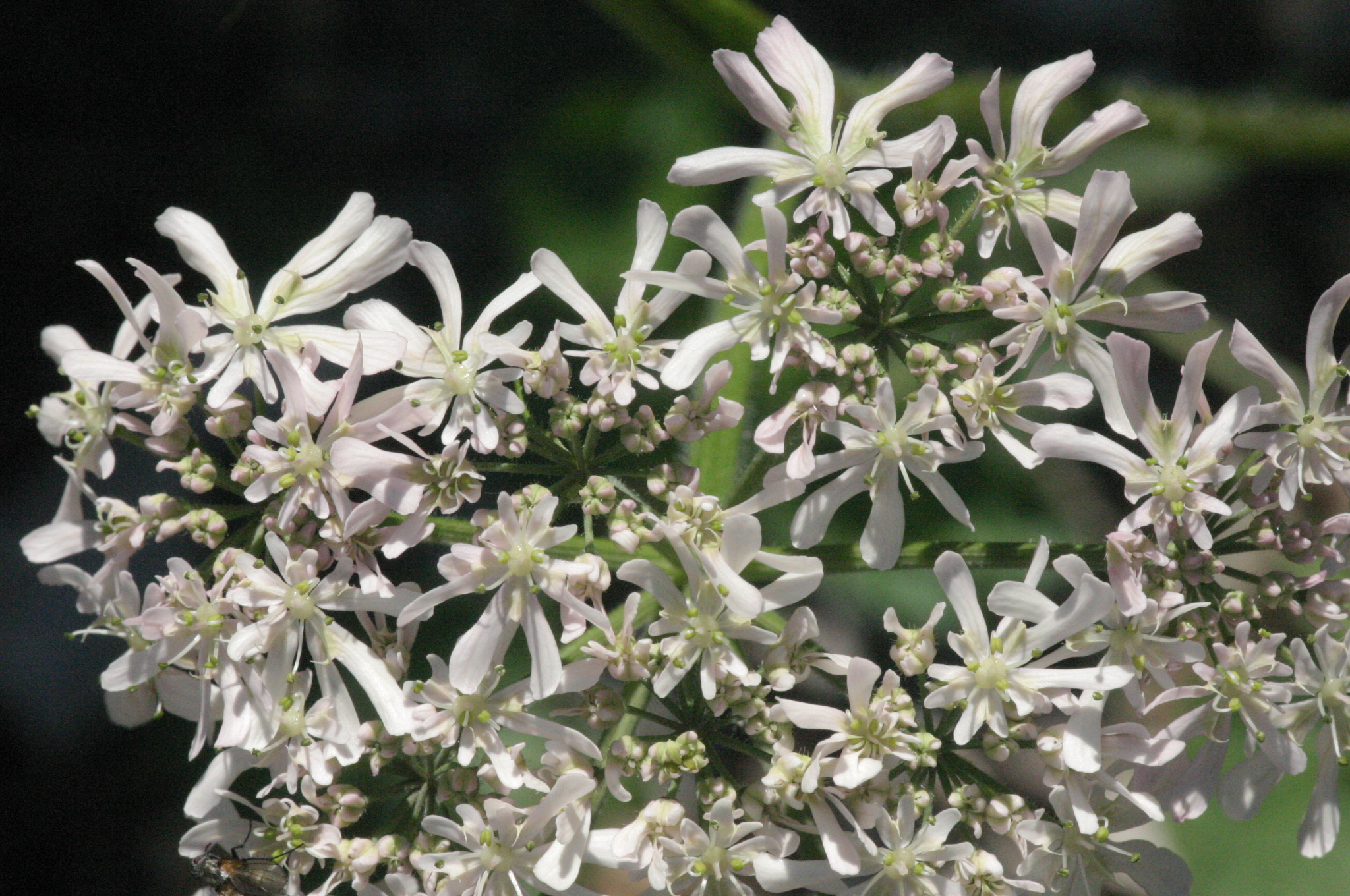
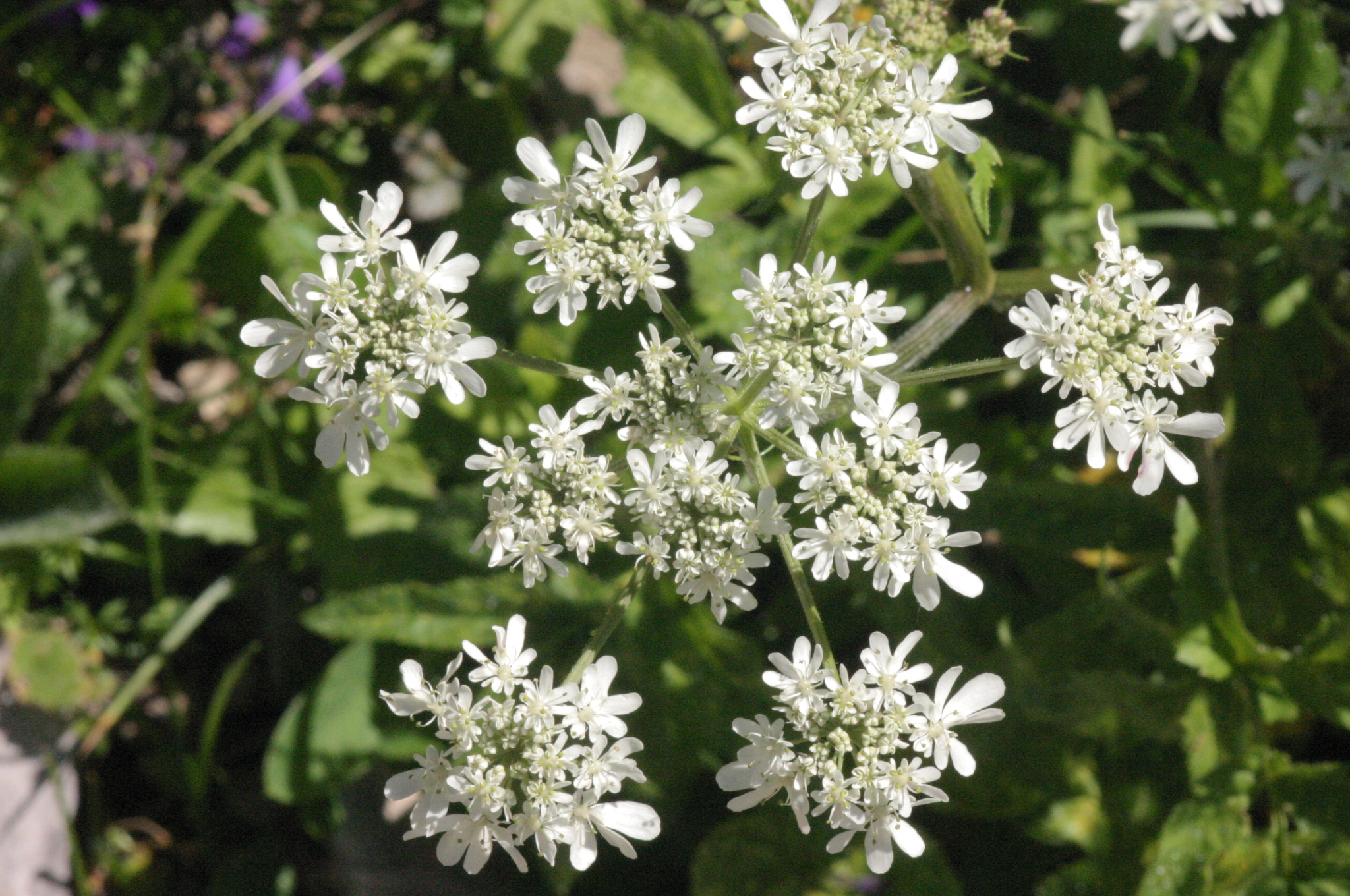
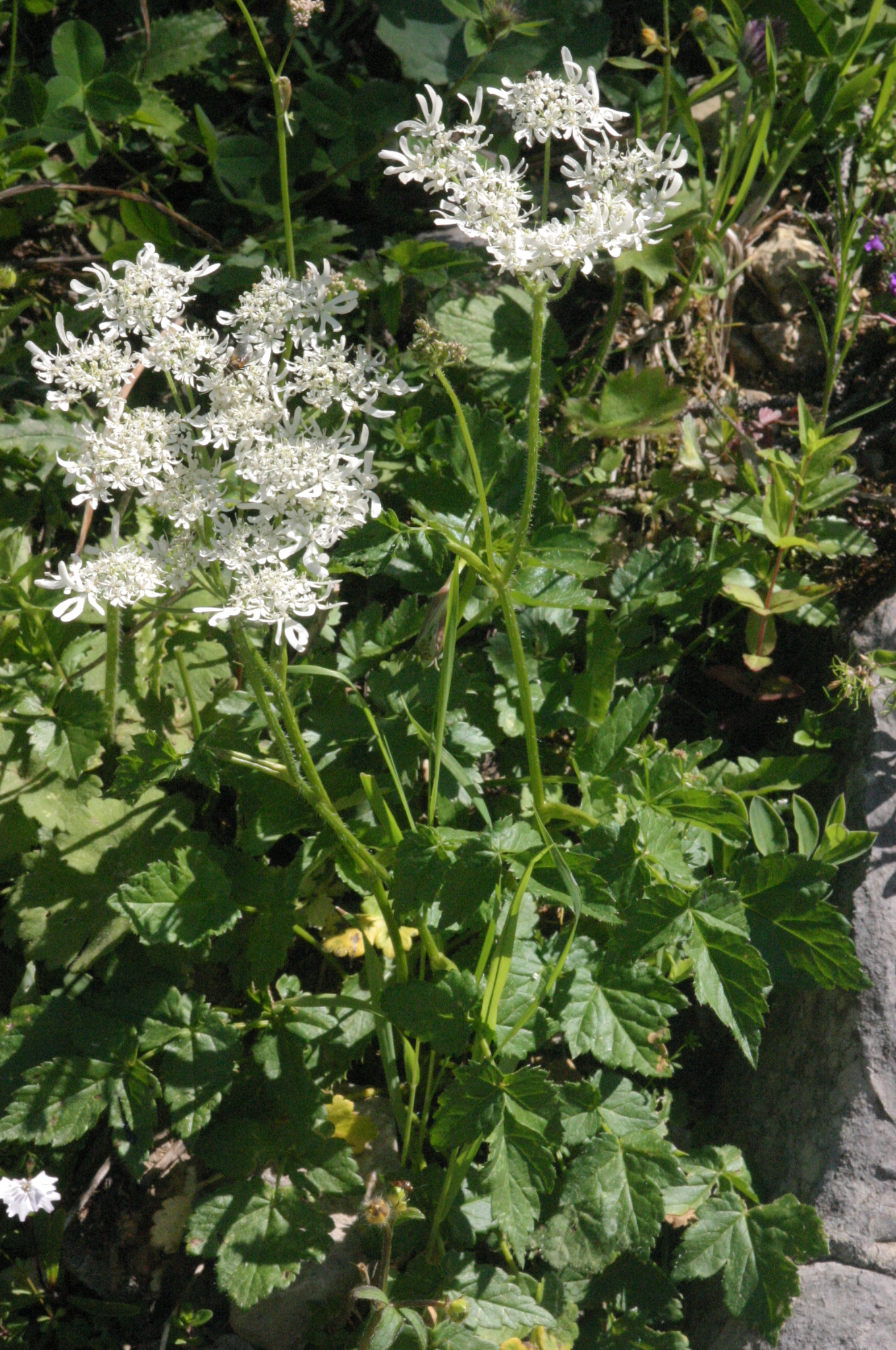
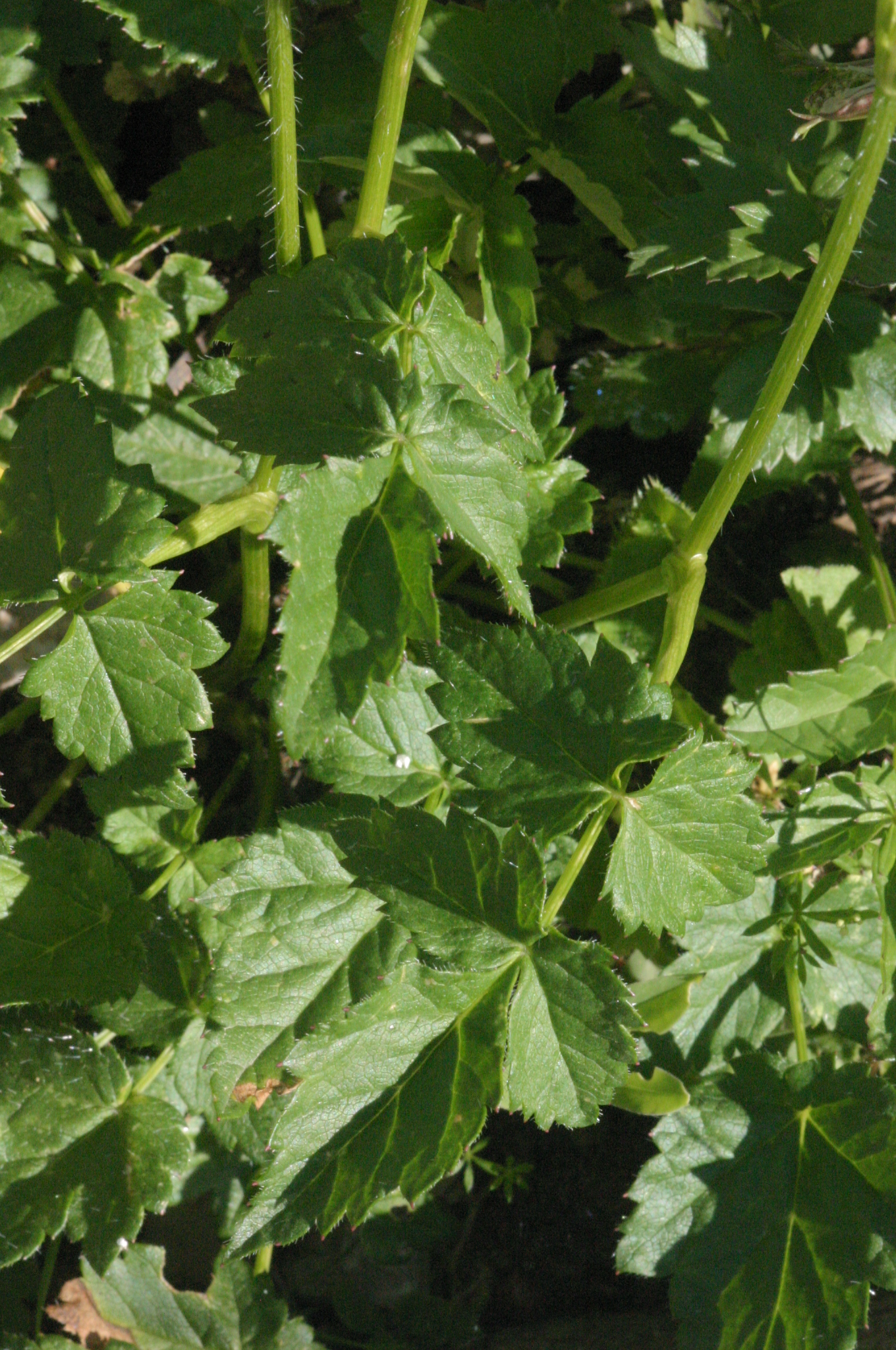
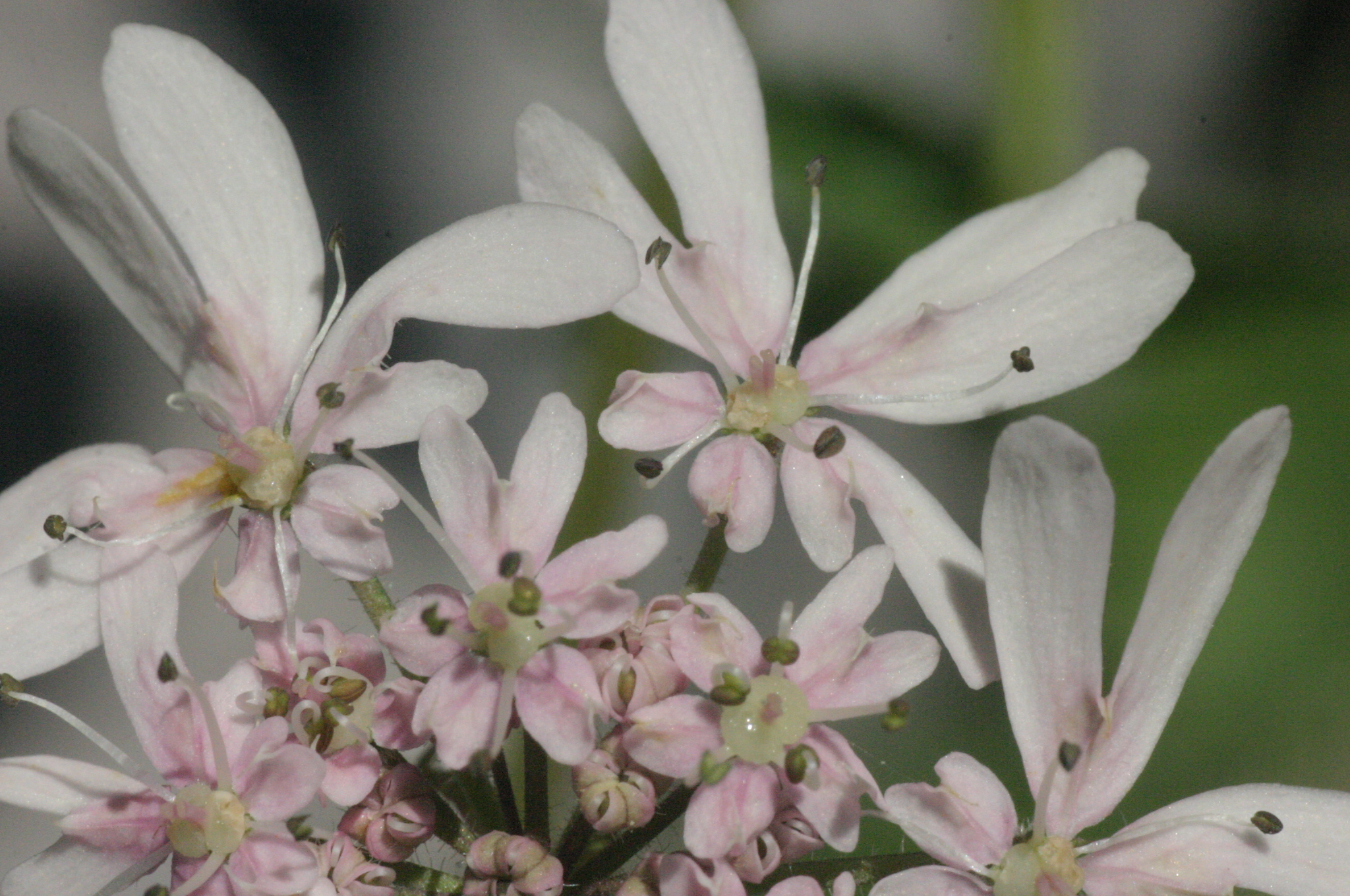
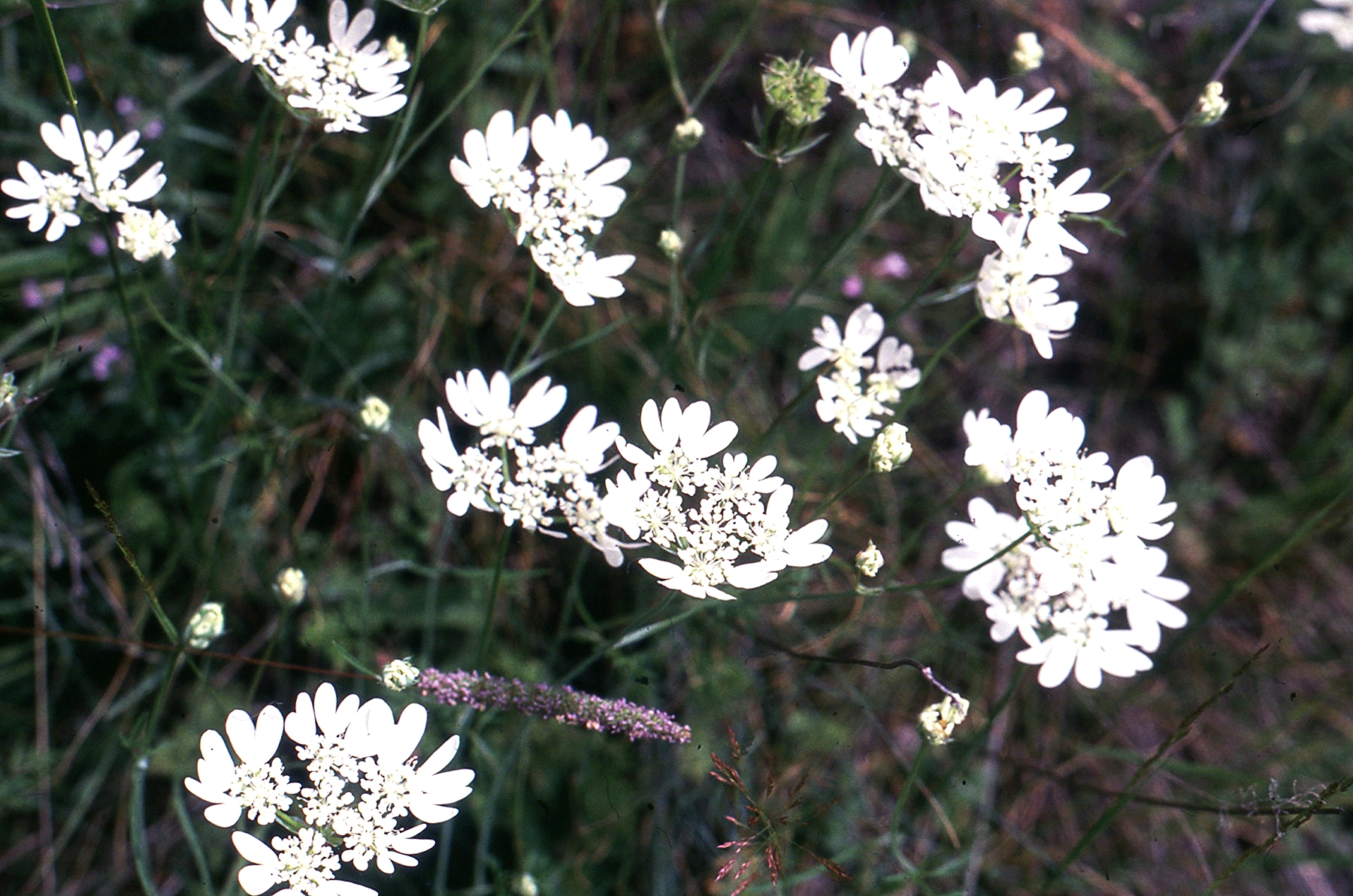